# نوارت آساطریان
نوارت قازاری آساطریان (ارمنی: Նվարդ Ղազարի Ասատրյան؛  ۵ مهٔ ۱۹۲۵ – ۱۴ نوامبر ۲۰۱۱) یک بازیگر اهل ارمنستان بود. وی بین سال‌های - تا - میلادی فعالیت می‌کرد.

## زندگی‌نامه
وی در ۵ مهٔ ۱۹۲۵ در گهنیک به دنیا آمد . وی در تئاتر دراماتیک ارمنی استپاناکرت فعالیت می‌کرد. وی در ۱۴ نوامبر ۲۰۱۱ در سن ۸۶ سالگی در استپاناکرت درگذشت.

## یادداشت
1. ↑  Գեհենիք